# Tribunal Constitucional (Portugal)
O Tribunal Constitucional é o mais alto tribunal do Sistema Judicial de Portugal e o único cujas decisões são definitivas e inapeláveis. Tem como competência principal a fiscalização da constitucionalidade das normas jurídicas. É ainda o tribunal superior no contencioso eleitoral, no contencioso partidário e tutela a fiscalização dos partidos políticos e dos titulares de cargos públicos.
Com sede no Palácio Ratton em Lisboa, o Tribunal Constitucional exerce a sua jurisdição no âmbito de toda a ordem jurídica portuguesa, sendo que as suas decisões são obrigatórias para todas as entidades públicas e privadas e prevalecem sobre as dos restantes tribunais e de quaisquer outras autoridades.
Foi criado em 1982, como órgão constitucional, através da 1.ª revisão constitucional, na sequência da extinção do Conselho da Revolução e da Comissão Constitucional que funcionava no seio deste. A sua competência nuclear é a fiscalização da constitucionalidade das leis e dos decretos-leis, bem como da sua interpretação conforme a Constituição. É ainda o Tribunal Superior no âmbito do contencioso eleitoral e tem competência para a fiscalização dos partidos políticos e dos titulares de cargos políticos.
O Tribunal Constitucional da República Portuguesa integra ainda a Conferência das Jurisdições Constitucionais dos Países de Língua Portuguesa.
Desde 11 de maio de 2023 é Presidente do Tribunal Constitucional o Conselheiro José João Abrantes, tendo sido eleito a 26 de abril de 2023 para completar o mandato de 4 anos e meio do antecessor, que termina a 12 de Agosto de 2025.

## História
Foi criado em 1982, como órgão constitucional, através da 1.ª revisão constitucional, na sequência da extinção do Conselho da Revolução e da Comissão Constitucional que funcionava no seio deste. A sua competência nuclear é a fiscalização da constitucionalidade das leis e dos decretos-leis, bem como da sua interpretação conforme a Constituição. A criação do Tribunal Constitucional foi acordada pelos líderes do PSD, PS e CDS de então: Francisco Pinto Balsemão (Primeiro-Ministro), Mário Soares (Líder da Oposição) e Diogo Freitas do Amaral (Vice-Primeiro-Ministro). A revisão constitucional foi aprovada a 12 de Agosto de 1982. O Tribunal Constitucional viria a ser instalado e iniciaria o seu funcionamento em 1983.
A composição do Tribunal Constitucional acordada foi de 13 Juízes, sendo 10 eleitos pela Assembleia da República por maioria de 2/3 e os restantes 3 Juízes cooptados pelos Juízes eleitos. Inicialmente o mandato dos Juízes era de 6 anos, renováveis por iguais períodos. Para reforçar a sua independência, na revisão constitucional de 1997, a 4.ª revisão, o mandato dos Juízes passou a ser de 9 anos, não renováveis (mantendo assim o Presidente da República a primazia, com os 10 anos correspondentes aos 2 mandatos presidenciais).
A prática seguida ao longo da História foi de serem eleitos pelo Parlamento 5 Juízes indicados pela direita e 5 Juízes indicados pela esquerda, com predominância dos indicados pelo PSD e PS. Nos Juízes cooptados a prática foi de 1 Juiz ideologicamente de direita, 1 Juiz de esquerda e o 13.º Juiz a ser independente.

## Organização

### Estatuto
Como tribunal, o Tribunal Constitucional compartilha as características próprias de todos os tribunais: é um órgão de soberania (artigo 202.º da Constituição); é independente e autónomo, não está dependente nem funciona junto de qualquer outro órgão; os seus juízes são independentes e inamovíveis; as suas decisões impõem-se a qualquer outra autoridade. Mas diferentemente dos demais tribunais, o Tribunal Constitucional tem a sua composição e competência definidas diretamente na Constituição; os seus juízes são maioritariamente eleitos pela Assembleia da República; dispõe de autonomia administrativa e financeira e de orçamento próprio, inscrito separadamente entre os "encargos gerais do Estado"; e define, ele próprio, as questões relativas à delimitação da sua competência.Totalmente independente, funciona como outro poder diferenciado dos poderes executivo, legislativo e judicial.
O Presidente do Tribunal Constitucional é o único titular do Sistema Judicial que integra, por inerência, o Conselho de Estado.
Os juízes do Tribunal Constitucional têm o título de Conselheiros. No exercício das suas funções usam beca e colar, podendo também usar capa sobre a beca.
Em matéria de incompatibilidades, está vedado aos juízes do Tribunal Constitucional o exercício de funções em outros órgãos de soberania, das regiões autónomas ou do poder local, bem como o exercício de qualquer outro cargo ou função de natureza pública ou privada, apenas podendo exercer funções docentes ou de investigação científica de natureza jurídica, que, em qualquer caso, não podem ser remuneradas.
Os juízes do Tribunal Constitucional também não podem exercer quaisquer funções em órgãos de partidos, associações políticas ou fundações com eles conexas, não lhes sendo igualmente permitido o desenvolvimento de atividades político-partidárias de caráter público.
A Lei das Precedências do Protocolo do Estado da República Portuguesa coloca os presidentes do Supremo Tribunal de Justiça e do Tribunal Constitucional no mesmo patamar da hierarquia protocolar, acima dos presidentes do Supremo Tribunal Administrativo e do Tribunal de Contas e apenas atrás do Presidente da República, do Presidente da Assembleia da República e do Primeiro-Ministro.

### Sede
A sede e local de funcionamento do Tribunal Constitucional é o Palácio Ratton, na Rua de "O Século", n.º 111, em Lisboa.

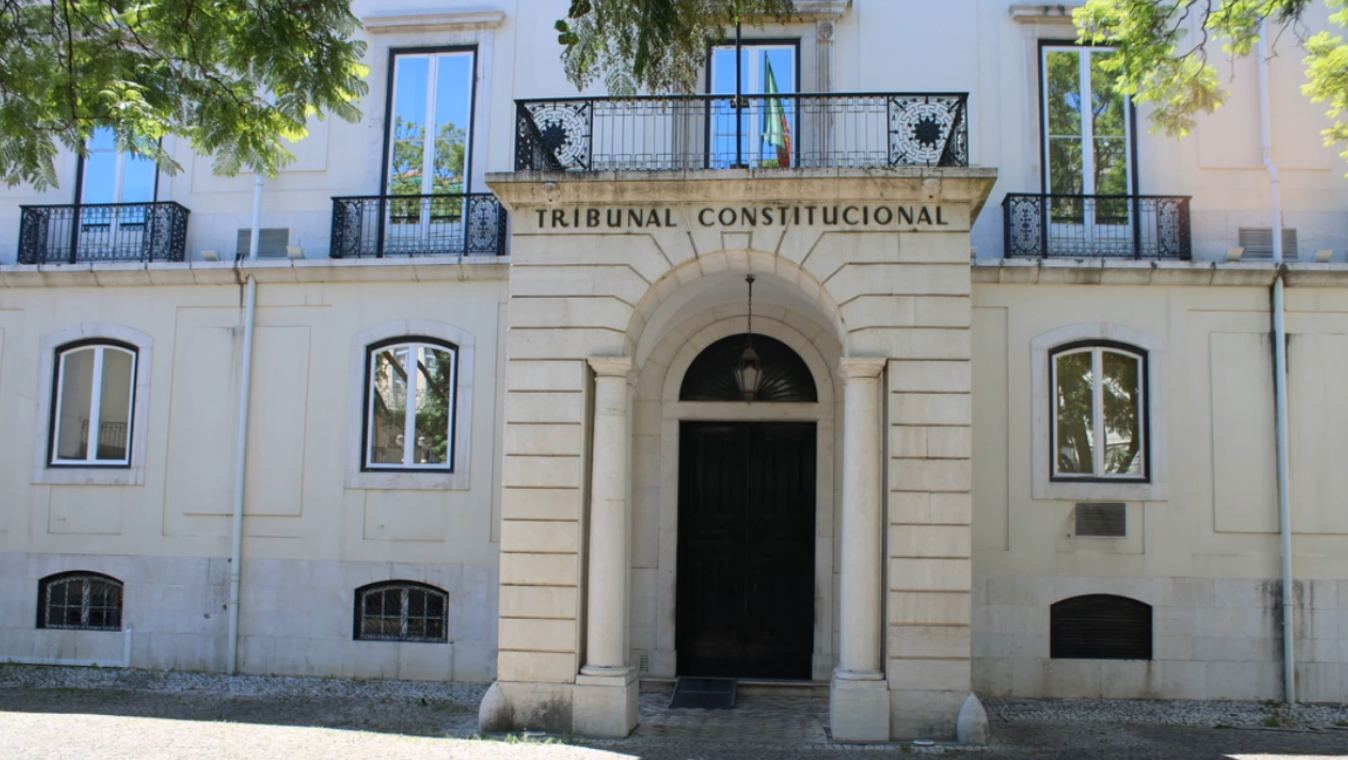
Palácio Ratton, sede do Tribunal Constitucional

O Palácio Ratton, que foi mandado construir por Jácome Ratton no local onde possuia uma fábrica de chapéus, está incluído na Zona de Proteção do Aqueduto das Águas Livres e na Zona Especial de Proteção do Bairro Alto e imóveis classificados na área envolvente.
Uma possível deslocação da sede Tribunal Constitucional, de Lisboa para Coimbra, tem sido debatida, desde há vários anos, no meio político português, como um medida de desconcentração e desenvolvimento de novas centralidades fora da capital portuguesa, ao mesmo tempo reforçando a independência do poder judicial, distanciando a sua sede das sedes do poder político. Em novembro de 2021, chegou a ser aprovado na especialidade, em comissão parlamentar, um projeto de concretização daquela mudança. A escolha de Coimbra justificava-se pela sua localização geográfica central e pelo seu prestígio nacional e internacional como centro de ensino do direito. A mudança de sede mereceu contudo oposição dos próprios juízes do Tribunal Constitucional, com o argumento de que a saída da capital teria uma carga simbólica negativa e seria desprestigiante para aquele órgão. A mudança para Coimbra acabaria por ser chumbada na votação final global da Assembleia da República.

### Orgânica
Do ponto de vista da sua competência organizativa interna, compete ao Tribunal Constitucional eleger o seu Presidente e Vice-Presidente, elaborar os regulamentos internos necessários ao seu bom funcionamento, aprovar a proposta de orçamento anual, fixar no início de cada ano o calendário das suas sessões ordinárias e exercer outras competências atribuídas por lei.
O Presidente e Vice-Presidente são eleitos pelos juízes do Tribunal Constitucional, por voto secreto, sem discussão ou debate prévios, em sessão presidida, na falta do Presidente ou Vice-Presidente cessantes, pelo Juiz mais antigo e secretariada pelo mais novo. É eleito Presidente o Juiz que obtiver o mínimo de 9 votos e Vice-Presidente o que obtiver o mínimo de 8 votos.
O Presidente tem as seguintes funções:
- Representa o Tribunal e assegura as suas relações com os demais órgãos e autoridades públicas;
- Recebe as candidaturas e as declarações de desistência dos candidatos a Presidente da República e preside à assembleia de apuramento geral da eleição presidencial e das eleições para o Parlamento Europeu;
- Preside às sessões plenárias do Tribunal;
- Preside à 1.ª e 3.ª secções do Tribunal.

Compete ao Vice-Presidente:
- Presidir à 2.ª Secção do Tribunal.
- Substituir o presidente nas suas faltas.

### Funcionamento
O Tribunal Constitucional funciona em sessões plenárias e por secções, consoante a natureza da matéria sobre a qual é chamado a pronunciar-se.
O Tribunal reúne ordinariamente, em regra todas as semanas, de acordo com a periodicidade definida no regimento interno e na calendarização fixada no início de cada ano judicial.
Cada juiz dispõe de um voto e o presidente (ou o vice-presidente, quando o substitui) tem voto de qualidade; assim, em caso de empate na votação, considera-se vencedora a posição que tiver obtido o seu voto. Os juízes vencidos podem fazer declaração de voto.
O Ministério Público é representado no Tribunal Constitucional pelo Procurador-Geral da República, que pode delegar o exercício das suas funções no Vice-Procurador-Geral ou em Procuradores-Gerais-Adjuntos.

### Competência
Ao Tribunal Constitucional cabe-lhe apreciar a inconstitucionalidade de quaisquer normas.
Por outro lado, o Tribunal Constitucional dispõe de várias competências relativas ao Presidente da República. No exercício destas, cabe-lhe verificar a morte e declarar a impossibilidade física permanente do Presidente da República.
O Tribunal dispõe ainda de competência para julgar os recursos relativos à perda do mandato de deputado à Assembleia da República ou às Assembleias Legislativas das regiões autónomas.
Em matéria de contencioso eleitoral, por sua vez, o Tribunal Constitucional intervém no processo relativo à eleição do Presidente da República, recebendo e admitindo as candidaturas e decidindo os correspondentes recursos.
Quanto aos referendos nacionais, o Tribunal Constitucional intervém fiscalizando previamente a sua constitucionalidade e legalidade.
No que diz respeito aos referendos regionais e locais, o Tribunal Constitucional intervém, igualmente, na fiscalização prévia da sua constitucionalidade.
Ao Tribunal Constitucional compete igualmente aceitar a inscrição de partidos políticos, coligações e frentes de partidos, apreciar a legalidade e singularidade das suas denominações, siglas e símbolos, e proceder às anotações a eles referentes que a lei imponha. Compete-lhe também julgar as ações de impugnação de eleições e de deliberações de órgãos de partidos políticos que, nos termos da lei, sejam recorríveis, apreciar a regularidade e a legalidade das contas dos partidos e aplicar as correspondentes sanções, ordenar a extinção de partidos e de coligações de partidos, bem como verificar regularmente o número de filiados.
Compete-lhe também, desde 1 de janeiro de 2005, apreciar a regularidade e a legalidade das contas das campanhas eleitorais.
Ao Tribunal Constitucional cabe declarar que uma qualquer organização perfilha a ideologia fascista e decretar a respetiva extinção.
O Tribunal Constitucional procede ainda ao registo e arquivamento das declarações de património e rendimentos e das declarações de incompatibilidades e impedimentos que são obrigados a apresentar os titulares de cargos políticos ou equiparados, e decide acerca do acesso aos respetivos dados.

## Composição

Composição do Tribunal Constitucional em 2019.

O Tribunal Constitucional é composto por 13 juízes. 
Do total de juízes, 10 são eleitos pela Assembleia da República por maioria qualificada de dois terços dos deputados presentes, desde que superior à maioria dos deputados em efetividade de funções. 
Os três juízes restantes são cooptados pelos juízes eleitos pelo Parlamento, também por maioria qualificada de dois terços, sendo necessário sete dos 10 votos para a cooptação.
Todos os juízes são obrigatoriamente juristas, sendo que pelo menos seis juízes terão de ser escolhidos de entre os juízes dos restantes tribunais.
Os juízes cooptados têm os mesmos poderes que os juízes eleitos, com excepção do direito de voto aquando da designação de um novo juiz cooptado.

## Juízes
A atual composição do Tribunal Constitucional é a seguinte:
| Nº   | Retrato | Conselheiro                             | Idade | Indicação     | Mandato                                  | Mandato | Formação                     | Carreira                                                     | Sucessão           |
| Nº   | Retrato | Conselheiro                             | Idade | Indicação     | Posse                                    | Termo   | Formação                     | Carreira                                                     | Sucessão           |
| ---- | ------- | --------------------------------------- | ----- | ------------- | ---------------------------------------- | ------- | ---------------------------- | ------------------------------------------------------------ | ------------------ |
| 1.º  |         | José João Abrantes Presidente           | 70    | PS            | 14 de Julho de 2020 (5 anos e 0 mês)     | 2029    | Universidade de Bremen (DD)  | Professor da Universidade Nova de Lisboa                     | Monteiro           |
| 2.º  |         | Gonçalo Almeida Ribeiro Vice-Presidente | 41    | PSD           | 22 de Julho de 2016 (9 anos e 0 mês)     | 2025    | Universidade de Harvard (DD) | Professor da Universidade Católica Portuguesa                | Cadilha            |
| 3.º  |         | José Teles Pereira                      | 68    | PSD           | 9 de Julho de 2015 (10 anos e 0 mês)     | 2024    | Universidade de Lisboa (LD)  | Desembargador da Relação de Coimbra                          | Cunha Barbosa      |
| 4.º  |         | Joana Costa                             | 53    | PS            | 22 de Julho de 2016 (9 anos e 0 mês)     | 2025    | Universidade de Lisboa (MD)  | Juíza de Direito                                             | Guerra Martins     |
| 5.º  |         | Mariana Canotilho                       | 46    | PCP           | 2 de Abril de 2019 (6 anos e 4 meses)    | 2028    | Universidade de Coimbra (DD) | Assessora Jurídica no Tribunal Constitucional                | Sarmento e Castro  |
| 6.º  |         | Afonso Patrão                           | 45    | PSD           | 12 de Outubro de 2021 (3 anos e 9 meses) | 2030    | Universidade de Coimbra (DD) | Assessor Jurídico no Tribunal Constitucional                 | Costa Andrade      |
| 7.º  |         | José Ascensão Ramos                     | 64    | PS            | 12 de Outubro de 2021 (3 anos e 9 meses) | 2030    | Universidade de Coimbra (LD) | Juiz Presidente da Comarca de Leiria                         | Ventura            |
| 8.º  |         | José Eduardo Figueiredo Dias            | 58    | PSD           | 12 de Outubro de 2021 (3 anos e 9 meses) | 2030    | Universidade de Coimbra (DD) | Presidente da Entidade das Contas e Financiamentos Políticos | Mata-Mouros        |
| 9.º  |         | Maria Benedita Urbano                   | 60    | PSD           | 12 de Outubro de 2021 (3 anos e 9 meses) | 2030    | Universidade de Coimbra (DD) | Conselheira do Supremo Tribunal Administrativo               | Rangel de Mesquita |
| 10.º |         | Carlos Carvalho                         | 58    | Cooptado Ind. | 25 de Abril de 2023 (2 anos e 3 meses)   | 2032    | Universidade de Lisboa (LD)  | Conselheiro do Supremo Tribunal Administrativo               | Ribeiro            |
| 11.º |         | João Carlos Loureiro                    | 62    | Cooptado PSD  | 25 de Abril de 2023 (2 anos e 3 meses)   | 2032    | Universidade de Coimbra (DD) | Professor da Universidade de Coimbra                         | Machete            |
| 12.º |         | Rui Guerra da Fonseca                   | 49    | Cooptado PS   | 25 de Abril de 2023 (2 anos e 3 meses)   | 2032    | Universidade de Lisboa (DD)  | Professor da Universidade de Lisboa                          | Caupers            |
| 13.º |         | Dora Lucas Neto                         | 52    | PS            | 11 de dezembro de 2023 (1 ano e 7 meses) | 2032    | Universidade de Lisboa (MD)  | Conselheira do Supremo Tribunal Administrativo               | Assunção Raimundo  |

### Antiguidade
Independentemente da antiguidade os conselheiros presidente e vice-Presidente têm precedência sobre os demais juízes.

## Secções
Os juízes estão distribuídos por três secções, sendo a 1.ª e 3.ª secções presididas pelo Presidente do Tribunal e a 2.ª Secção presidida pelo Vice-Presidente. O Vice-Presidente integra ainda a 1.ª Secção. Os demais Juízes integram apenas uma das secções.

### 1.ª Secção
- Conselheiro presidente José João Abrantes (presidente da secção)
- Conselheiro vice-presidente Gonçalo de Almeida Ribeiro
- Conselheiro José Teles Pereira
- Conselheira Maria Benedita Urbano
- Conselheiro Rui Guerra da Fonseca

### 2.ª Secção
- Conselheiro vice-presidente Gonçalo de Almeida Ribeiro (presidente da secção)
- Conselheira Mariana Canotilho
- Conselheiro António José de Ascensão Ramos
- Conselheiro José Eduardo Figueiredo Dias
- Conselheira Dora Lucas Neto

### 3.ª Secção
- Conselheiro presidente José João Abrantes (presidente da secção)
- Conselheiro Joana Costa
- Conselheiro Afonso Patrão
- Conselheiro Carlos Medeiros Carvalho
- Conselheira João Carlos Gonçalves Loureiro

## Presidentes do Tribunal Constitucional
| N.º | Retrato | Conselheiro                                               | Indicação    | Presidência                                                    | Juiz          | Vice-Presidente                  |
| --- | ------- | --------------------------------------------------------- | ------------ | -------------------------------------------------------------- | ------------- | -------------------------------- |
| 1.º |         | Armando Marques Guedes 1919–2012                          | PSD          | 6 de Abril de 1983 2 de Agosto de 1989 (6 anos e 3 meses)      | 1983–1989     | José Magalhães Godinho 1983–1989 |
| 2.º |         | José Cardoso da Costa 1938 (87 anos)                      | CDS          | 30 de Outubro de 1989 11 de Abril de 2003 (13 anos e 5 meses)  | 1983–2003     | Luís Nunes de Almeida 1989–2003  |
| 3.º |         | Luís Nunes de Almeida 1946–2004 Vice-Presidente 1989–2003 | PS           | 23 de Abril de 2003 6 de Setembro de 2004 (1 ano e 4 meses)    | 1983–2004     | Rui Moura Ramos 2003–2007        |
| 4.º |         | Artur Maurício 1944–2008                                  | PS           | 21 de Outubro de 2004 4 de Abril de 2007 (2 anos e 5 meses)    | 1998–2007     | Rui Moura Ramos 2003–2007        |
| 5.º |         | Rui Moura Ramos 1950 (75 anos) Vice-Presidente 2003–2007  | Cooptado PSD | 4 de Abril de 2007 1 de Outubro de 2012 (5 anos e 5 meses)     | 2003–2012     | Gil Gomes Galvão 2007–2012       |
| 6.º |         | Joaquim Sousa Ribeiro 1946 (79 anos)                      | PS           | 11 de Outubro de 2012 22 de Julho de 2016 (3 anos e 9 meses)   | 2007–2016     | Maria Lúcia Amaral 2012–2016     |
| 7.º |         | Manuel da Costa Andrade 1944 (81 anos)                    | PSD          | 27 de Julho de 2016 12 de Fevereiro de 2021 (4 anos e 6 meses) | 2016–2021     | João Caupers 2016–2021           |
| 8.º |         | João Caupers 1951 (74 anos) Vice-Presidente 2016–2021     | Cooptado PS  | 12 de Fevereiro de 2021 25 de Abril de 2023 (2 anos e 2 meses) | 2014–2023     | Pedro Machete 2021–2023          |
| 9.º |         | José João Abrantes 1955 (70 anos)                         | PS           | 11 de maio de 2023 (2 anos e 2 meses)                          | 2020–presente | Almeida Ribeiro 2023–presente    |

## Entidade das Contas e Financiamentos Políticos
A Entidade das Contas e Financiamentos Políticos é um órgão independente que funciona junto do Tribunal Constitucional e que tem como atribuição coadjuvá-lo tecnicamente na apreciação e fiscalização das contas anuais dos partidos políticos e das contas das campanhas eleitorais para todos os órgãos políticos eletivos (nacionais, regionais e locais).
Fundada em 30 de janeiro de 2005, a Entidade das Contas e Financiamentos Políticos é constituída por um presidente e dois vogais, sendo um destes revisor oficial de contas. São eleitos pelo plenário do Tribunal Constitucional, sob proposta do presidente deste Tribunal, para um mandato de quatro anos, renovável uma vez.
Desde 3 de outubro de 2023, é presidente da Entidade das Contas e Financiamentos Políticos a Juíza de Direito Dra. Carla Maria Matias Cardador.

## Entidade para a Transparência
A Entidade para a Transparência é um órgão independente que funciona junto do Tribunal Constitucional e tem como atribuição a apreciação e fiscalização da declaração única de rendimentos, património e interesses dos titulares de cargos políticos e altos cargos públicos.
Fundada em 13 de setembro de 2019, a Entidade para a Transparência é constituída por um presidente e dois vogais, sendo pelo menos um deles jurista. São eleitos pelo plenário do Tribunal Constitucional, sob proposta do presidente deste Tribunal, para um mandato de quatro anos, renovável uma vez.
Desde 17 de Janeiro 2023, é presidente da Entidade para a Transparência a Prof. Doutora Ana Raquel Gonçalves Moniz.